# Casal Rotondo
De Casal Rotondo is een antiek grafmonument aan de Via Appia bij Rome.
De Casal Rotondo is het grootste mausoleum aan de Via Appia en staat op ongeveer 7,5 kilometer afstand van de Aureliaanse Muur. Het monument werd rond 30 v.Chr. gebouwd. Het graf is een grote rond gebouw met een diameter van 35 meter, die wordt bekroond met een fries. In de oudheid werd de casal overdekt met een conisch gevormd dak.
Voor wie het mausoleum werd gebouwd is onbekend. De Italiaanse architect Luigi Canina (1795-1856) onderzocht de Casal Rotondo en stelde op basis van een ter plaatse gevonden inscriptie dat Marcus Aurelius Cotta Messallinus de tombe bouwde voor zijn vader Marcus Valerius Messalla Corvinus, maar omdat de tombe ouder is dit waarschijnlijk onjuist. Canina liet een aantal marmeren fragmenten in een muur nabij bouwen, maar deze behoren waarschijnlijk tot een ander kleiner monument dat dichtbij stond. 
In de middeleeuwen werd boven op de tombe een boerderij gebouwd en hieraan ontleent het graf zijn gangbare naam. Een "casale" is een boerderij en "rotondo" betekent rond. In de middeleeuwen werd de casal ook gebruik als uitkijktoren van de Savelli-familie, die dit deel van de Via Appia onder controle had.